# آترتون (کالیفرنیا)
آترتون (به انگلیسی: Atherton) شهری در شهرستان سن ماتئو ایالت کالیفرنیا است که در سرشماری سال ۲۰۱۰ میلادی، ۶۹۱۴ نفر جمعیت داشته است.

## نگارخانه

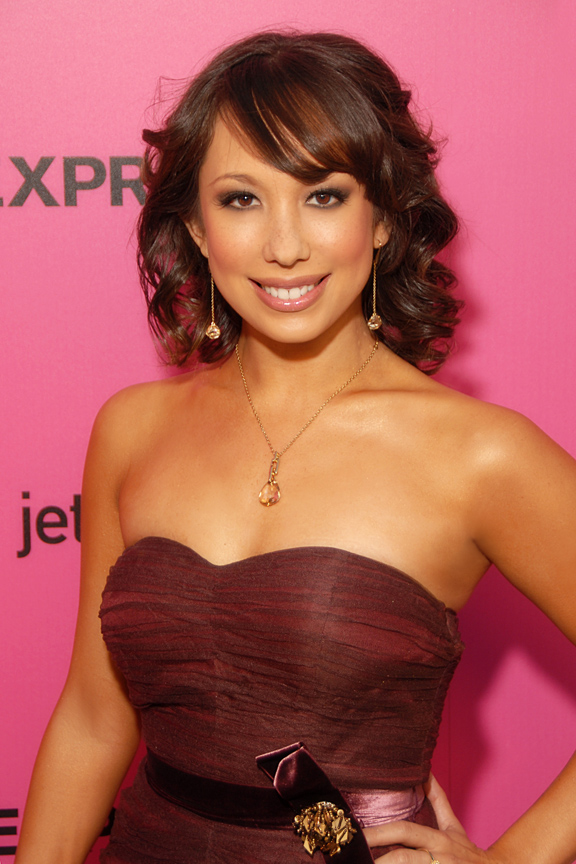
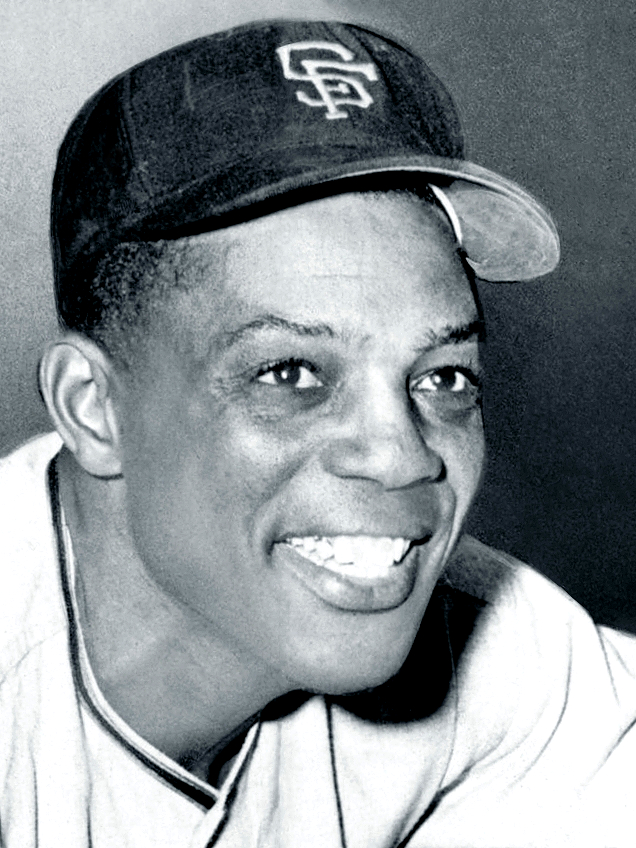
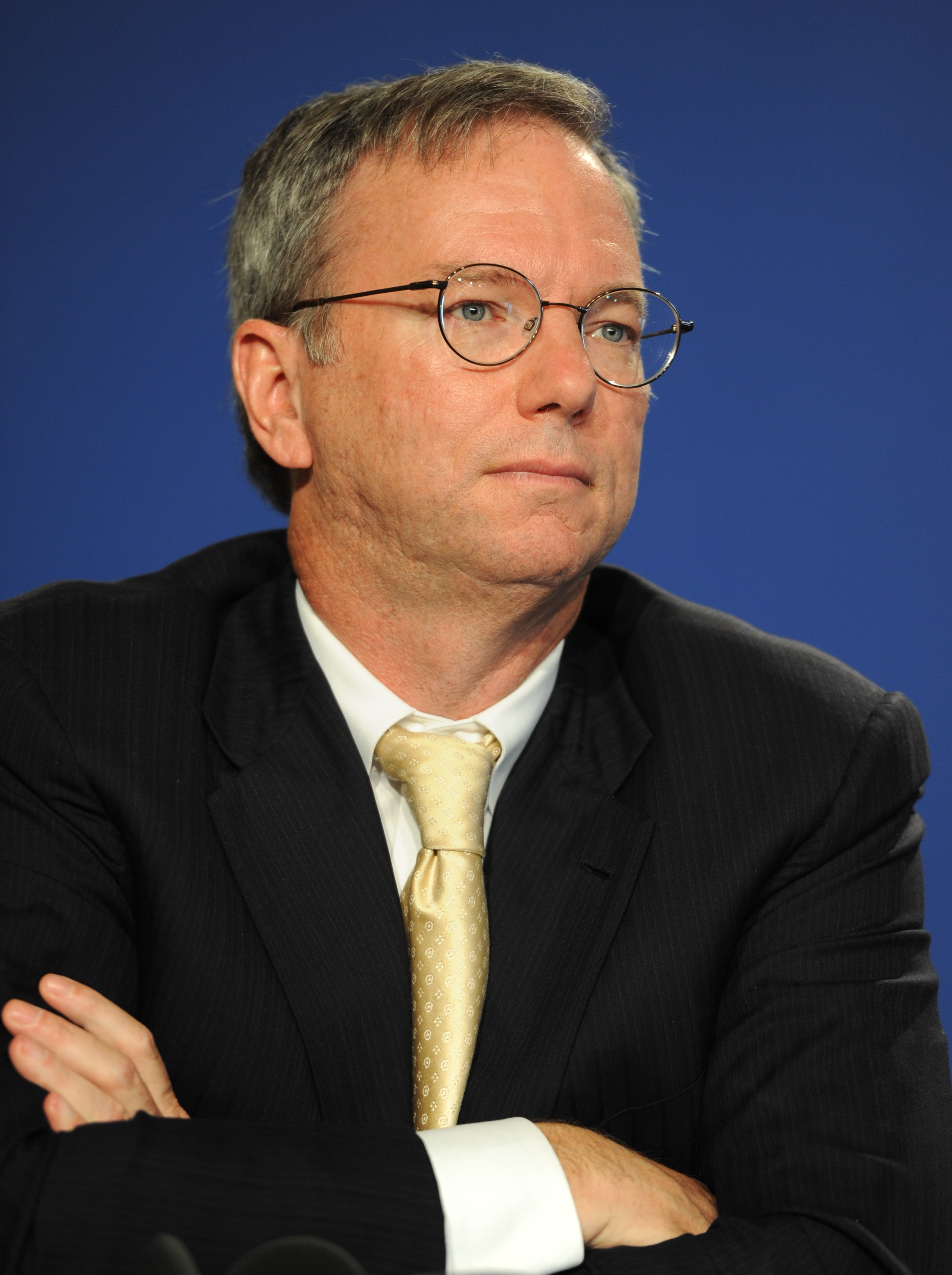